# Coscinoptera aeneipennis
Coscinoptera aeneipennis är en skalbaggsart som först beskrevs av J. L. Leconte 1858.  Coscinoptera aeneipennis ingår i släktet Coscinoptera och familjen bladbaggar. Inga underarter finns listade i Catalogue of Life.